# Ratenelle
Ratenelle é uma comuna francesa na região administrativa de Borgonha-Franco-Condado, no departamento Saône-et-Loire. Estende-se por uma área de 7,94 km², com 373 habitantes (382 na contagem total), segundo os censos de 2009,
 com uma densidade 46 hab/km².